# Franz von Hauslab
Franz Hauslab, avstrijski general, kartograf, geolog in arheolog, * 1. februar 1798, † 11. februar 1883.